# Psychonaut 4
Gli Psychonaut 4 sono un gruppo musicale depressive black metal georgiano, formatosi a Tbilisi nel 2010.

## Storia
Gli Psychonaut 4 si sono formati nel 2010, a Tbilisi (Georgia), per iniziativa del frontman Graf von Baphomet (pseudonimo di David Graf) e del bassista André (pseudonimo di Lasha Adamia). Uno psychonaut (psiconauta), è colui che esplora, in maniera approfondita, la propria mente (spesso con l'aiuto delle droghe). Il "4" nel nome del gruppo, si riferisce al numero di altipiani presenti nel destrometorfano. Il termine "Psychonaut" è stato scelto da Graf, mentre il "4" da André.
I temi più ricorrenti nei testi (scritti in russo, georgiano e inglese) degli Psychonaut 4 sono la droga, il sesso, l'alcool e il suicidio.
In un'intervista, Graf ha definito gli Psychonaut 4 come gruppo "post-soviet depressive suicidal black metal", per evidenziare il fatto che i membri del gruppo sono nati e/o cresciuti nel periodo immediatamente successivo alla dissoluzione dell'Unione Sovietica, quindi un periodo difficile dal punto di vista economico e politico.

### Pubblicazioni
Il 4 giugno 2011 viene pubblicato il primo lavoro degli Psychonaut 4, una demo intitolata 40%, rilasciata dall'etichetta Depressive Illusions Records.
Il 15 giugno 2012 viene pubblicato uno split album, Tired, Numb, Still Alive, in collaborazione con i gruppi black metal Unjoy ed Eurythmie, rilasciato dall'etichetta Der neue Weg Productions. L'11 agosto seguente, viene pubblicato il primo album in studio degli Psychonaut 4, intitolato Have a Nice Trip, rilasciato dalla Depressive Illusions Records.
Nel 2013, gli Psychonaut 4 decisero che quella all'Old Cinema Studio di Tbilisi sarebbe stata la loro ultima apparizione pubblica prima dello scioglimento, ma decisero, poi, di prendersi solo una breve pausa.
Dopo vari split album in collaborazione con altri gruppi della scena black metal, il 23 aprile 2015 viene pubblicato il secondo album in studio,Dipsomania, rilasciato dall'etichetta discografica Talheim Records.
Il 7 ottobre 2016, dopo l'abbandono del bassista e cofondatore André, viene pubblicato il terzo album in studio della band, Neurasthenia, rilasciato dalla Talheim Records.
Il 31 ottobre 2020, viene pubblicato il quarto album in studio del gruppo, intitolato Beautyfall, pubblicato dalla Talheim Records..
Il 28 dicembre 2022 viene rilasciata una raccolta, Scrapes From The Past, che contiene tutte le tracce contenute in demo e split, oltre a diversi brani rilasciati come singoli o cover. Il 20 gennaio 2023 viene pubblicato un nuovo singolo, So Much for Suicide (Tiamat Cover).
Il 30 agosto 2024 viene rilasciato il singolo Vai Me, estratto dall'album ...of Mourning, in uscita il 25 ottobre dello stesso anno. Il 13 settembre viene rilasciato un altro singolo, Fiqrebi Mtsukhrisa. L'assolo di chitarra presente nella traccia è stato eseguito da Matthias S. Spaulding degli Harakiri For The Sky. L'11 ottobre viene rilasciato il terzo e ultimo singolo, Mzeo Amodi.
Il quinto album in studio, ...of Mourning, viene rilasciato ufficialmente il 25 ottobre 2024 e segna un'evoluzione stilistica verso sonorità più diversificate, integrando elementi gothic metal e folk.

## Formazione

### Formazione attuale
- Irakly Kirkitadze - voce principale, scream (live) (2024-);
- Graf von Baphomet (David Lomidze) - voce principale, scream;
- Drifter (Rati) - batteria;
- Alex Menabde - basso;
- S.D. Ramirez (Shota Darakhvelidze) - chitarra, voce addizionale (2013-2021, 2022-);
- Gio Kordzakhia - chitarra (live) (2020-);
- Glixxx (Temur Lomidze) - chitarra.

### Ex componenti
- André (Lasha Adamia) - basso (2010-2012, 2013-2015);
- Borger - batteria (2010-2011).

## Discografia

### Album in studio
- 2012 – Have a Nice Trip
- 2015 – Dipsomania
- 2016 – Neurasthenia
- 2020 – Beautyfall
- 2024 – ...of Mourning

### Split
- 2012 - Tired, Numb, Still Alive - con Enjoy ed Eurythmie;
- 2013 - The Great Depression I - con Dødsferd ed Happy Days;
- 2014 - Psychonaut 4 / Cheerful Depression / Культура Курения / Hovert - con Cheerful Depression, Культура Курения (Kul'tura Kureniya) e Hovert;
- 2015 - Urban Negativism - con Vanhelga, Ofdrykkja e In Luna;
- 2018 - Children of the Night - con Nocturnal Depression.

### Demo
- 2011 - 40%.

### Collaborazioni
- 2017 - Hero in - con Vodka Vtraiom.

### Singoli
- 2014 - Free Portion ov Madness I;
- 2020 - Tbilisian Tragedy;
- 2020 - Sana-sana-sana - Cura-cura-cura.[16];
- 2023 - So Much for Suicide (Tiamat Cover);
- 2024 - Vai Me;
- 2024 - Fiqrebi Mtsukhrisa;
- 2024 - Mzeo Amodi.